# Cork North (kiesdistrict in Ierland)
Cork North is een voormalig kiesdistrict in de Republiek Ierland voor de verkiezingen van Dáil Éireann, het lagerhuis van het Ierse parlement. Het district omvatte het noordelijke deel van het graafschap Cork. Het werd ingesteld in 1923 en voor de verkiezingen van 1961 afgeschaft. Het ging toen op in het district Cork North-East en Cork Mid. 
Het district koos 3 leden voor de Dáil, tussen 1937 en '44 waren dat er 4. De zetels werden in het algemeen eerlijk verdeeld over de drie grote partijen, Fianna Fáil, Fine Gael en Labour. In de periode dat het district 4 TDás koos was de vierde zetel steeds voor Fianna Fáil.